# Джон Дийн
Джон Уесли Дийн III (на английски: John Wesley Dean III; роден на 14 октомври 1938 г. в Акрън, Охайо) е американски адвокат. Той е юридически съветник на Ричард Никсън и следователно принадлежи към вътрешния кръг на президента на САЩ. Дийн е една от ключовите фигури в скандала „Уотъргейт“. Първоначално той е верен на президента и един от хората, ръководещи прикриването. Когато обаче е на път да го изкарат изкупителна жертва, той сменя страната и става главният свидетел на скандала. Днес Дийн работи като автор на книги, телевизионен колумнист и публицист.

## Живот

### Живот до скандала Уотъргейт
Джон Дийн получава бакалавърска степен от Wooster College през 1961 г. и докторска степен по право от Джорджтаунския университет през 1965 г. След това работи в адвокатска кантора във Вашингтон. След вътрешен спор е уволнен. Става главен правен съветник на републиканците в Камарата на представителите на САЩ. През 1969 г. се премества на ръководна длъжност в Министерството на правосъдието. След това става съветник на Белия дом.

### „Уотъргейт“
Като правен съветник на президента Дийн е запознат с незаконните дейности на „водопроводчиците“. Водопроводчиците са малка тайна полицейска и шпионска част, наречена Отдел за специални разследвания. Дийн, заедно с Джеб Магрудър, е един от отговорните за прикриването. Докато скандалът продължава да се разпространява, той предупреждава Никсън в личен разговор, че е „рак, който застрашава неговото президентство“.
След като журналистите вече са притиснали Дийн, Никсън кани Дийн да прекара няколко дни в президентския комплекс за отдих в Кемп Дейвид. Там Дийн трябва да напише доклад за „Уотъргейт“ за предишните си дейности и за Никсън. Този доклад би бил едновременно щит и меч на президента. Тогава Никсън би могъл да каже, че това е всичко, което знае за „Уотъргейт“, и то само чрез доклада, което щеше да направи Дийн единствен отговорен. Така че Дийн мени страните. Той инструктира адвоката си да прослуша прокурора. Предложението е: свидетелски показания от високопоставен служител на Белия дом в замяна на имунитета на Дийн. Прокуратурата се съгласява с това.
Дийн сочи на прокуратурата, която все още разследва само една кражба с взлом, че кражбата с взлом в Уотъргейт е просто продължение на цяла поредица от кражби с взлом от „водопроводчиците“. Неговите изявления разкриват истинския мащаб на скандала в хотела Уотъргейт. По-късно стана известно, че всички разговори в Белия дом са били записани на магнетофон (вижте също Александър Бътърфийлд), което потвърждава изявленията на Дийн (в противен случай това би било просто изявление на Дийн срещу думите на президента).
Явяването му пред следствената комисия е добре подготвено. Например Дийн (който обикновено носи само контактни лещи) има очила с рогови рамки, което му придава вид на счетоводител. Дийн дава показания пред комисията без резерви. Въпреки показанията му, хардлайнерите в прокуратурата надделяват над Дийн и му повдигат обвиния. Неговата готовност да свидетелства служи като смекчаващ фактор, така че той е осъден само на четири месеца затвор за заговор, възпрепятстване на правосъдието и държавна измама.

## След „Уотъргейт“
Малко след скандала с „Уотъргейт“ Дийн става инвестиционен банкер и се пенсионира през 2000 г. Той също така продължава да работи като автор и лектор. През 1976 г. публикува „Сляпа амбиция, книга с мемоари“. По-късно книгата е превърната в телевизионен сериал. Дийн живее в Бевърли Хилс, Калифорния.